# Ernest Bielik
Ernest Bielik (18. června 1917 Topoľčianky – 15. června 1995 Bratislava) byl slovenský partyzánský velitel během Slovenského národního povstání, československý politik Komunistické strany Slovenska, poslanec Sněmovny národů Federálního shromáždění na počátku normalizace.

## Biografie
V roce 1941 byl odvelen jako voják armády Slovenského státu na východní frontu. V únoru 1943 zběhl a přešel do rudé armády, kde se zapojil do československých jednotek na východní frontě. Prošel výcvikem a v roce 1944 velel po výsadku do prostoru Slovenska v hodnosti nadporučíka partyzánské brigádě Jánošík s více než 1300 příslušníky, která se podílela v regionu Nízké Tatry na bojích během Slovenského národního povstání.
Po válce pracoval v hospodářských funkcích. Byl nositelem řady vyznamenání (Československý válečný kříž 1939, Řád Slovenského národního povstání, sovětských a francouzských vyznamenání atd.). K 50. výročí konce války ho slovenský prezident povýšil do hodnosti generálmajora. Získal také Řád Ľudovíta Štúra.
Po federalizaci Československa usedl v lednu 1969 do Sněmovny národů Federálního shromáždění. V parlamentu setrval do konce funkčního období Federálního shromáždění, tedy do voleb v roce 1971. Profesně se tehdy uvádí jako ředitel Vinařských závodů Bratislava.